# Tejido de bambú japonés

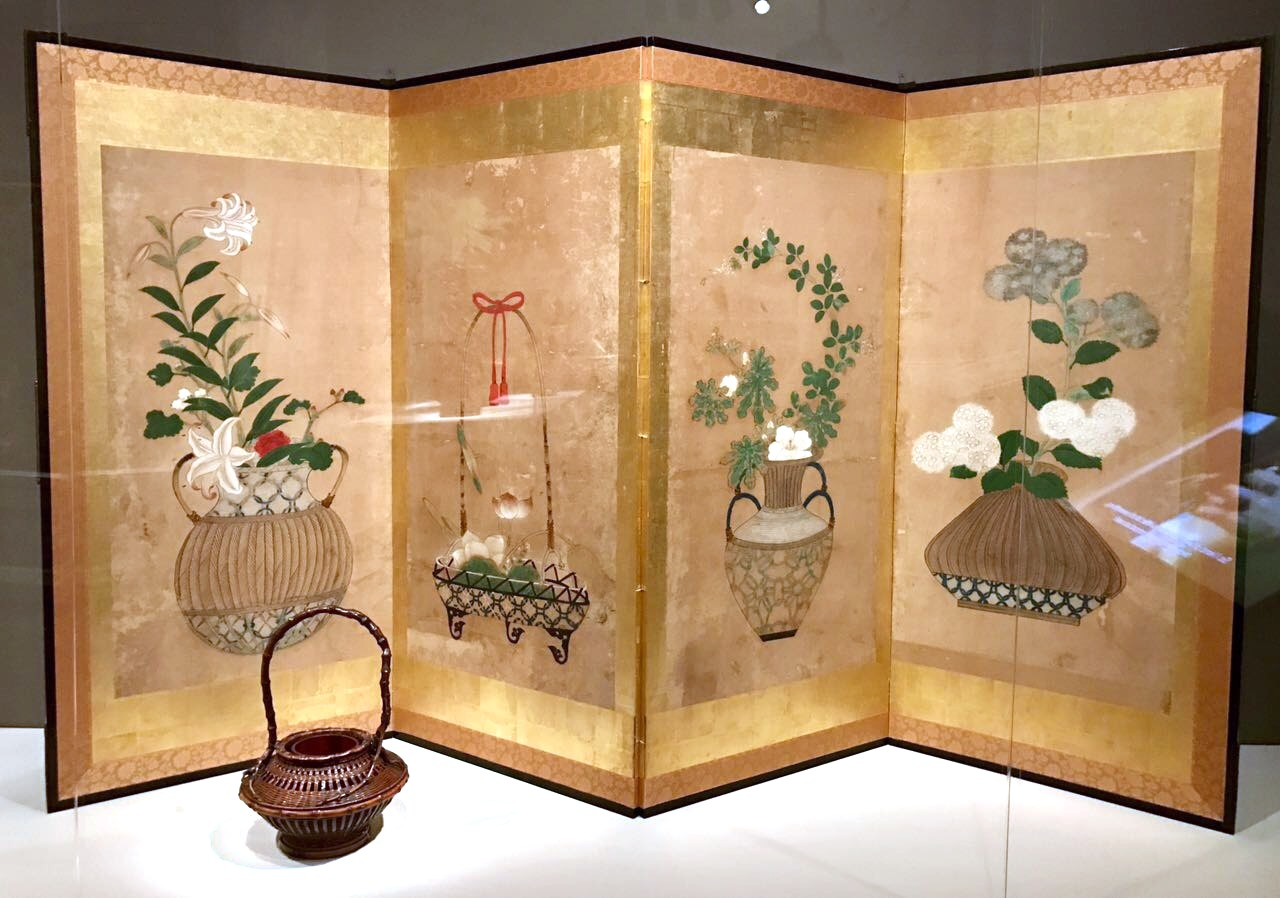
Cesta de flores de bambú tejida de 1892–1950 por Maeda Chikubōsai I, situada frente a un biombo (período Edo, 1650–1750) que representa cuatro arreglos florales en canastas.

El tejido de bambú japonés (竹編 み takeami) es una forma de trabajo de bambú (竹 細 工 takezaiku) y artesanía tradicional japonesa (工 芸 kōgei), con una gama de artes finas y decorativas, especialmente en el tejido de cestas.

## Historia

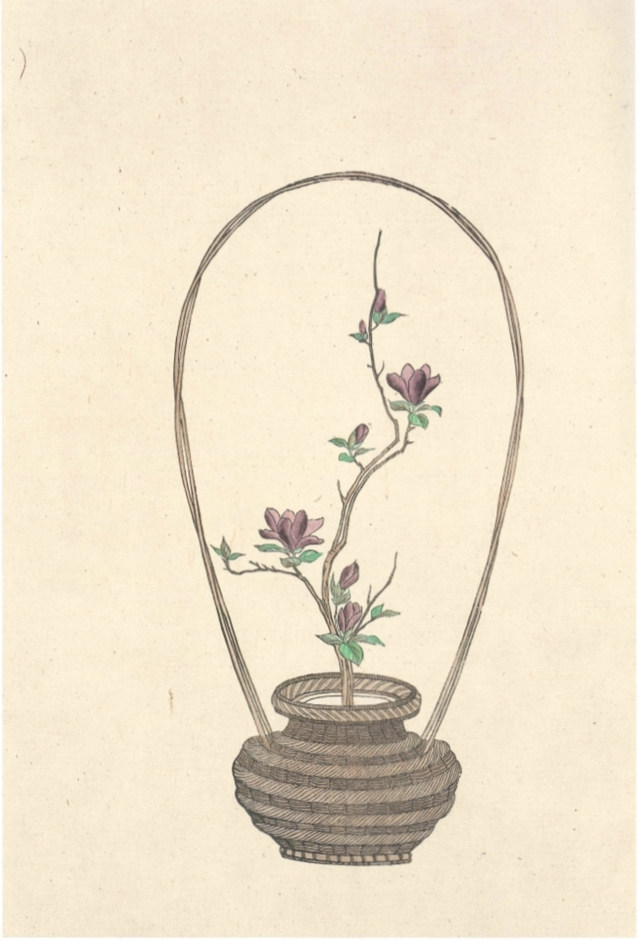
Ikebana shōka arreglo floral en canasta de bambú, de la escuela de Ikenobo, 1820)

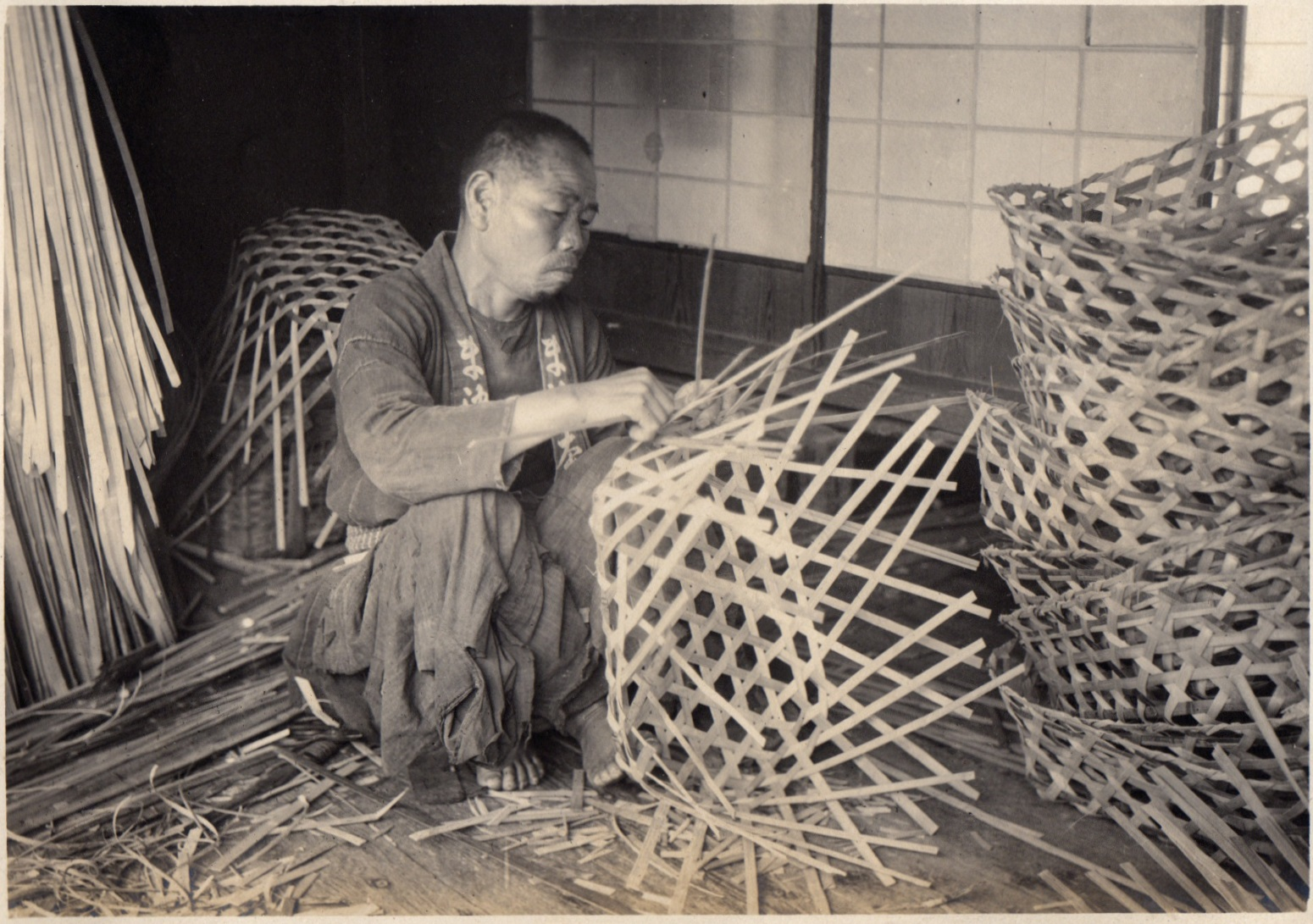
Artesano de cestería trabajando con un modelo de «red de kagome» (1915)

Más de seiscientas especies de bambú crecen en Japón, incluyendo el Phyllostachys bambusoides, que pueden crecer hasta una altura de 15–22 m y un diámetro de 10–15 cm. Algunas especies son endémicas de Japón. Aunque se define como una subfamilia de pastos, el bambú se caracteriza por su culmo leñoso y un sistema de raíces que puede formar grupos gruesos, que se extienden lentamente o en corredores más agresivos.
El bambú tiene características únicas que naturalmente le dan un significado simbólico positivo: crece recto y rápido, es flexible, no se descompone rápidamente y se puede usar para construir refugios, armas, instrumentos y cortar en tiras para hacer recipientes. Incluso se pueden comer tallos de bambú jóvenes y se han abierto camino en la cocina japonesa. El bambú es un tema común en la literatura japonesa y un tema favorito de los pintores. Junto con el pino y la ciruela de hoja perenne, que es la primera flor de la primavera, el bambú es parte de los tradicionales Tres amigos del invierno, transcrito como Sho Chiku Bai en japonés (literalmente «pino, bambú, ciruela»). Los tres son un símbolo de constancia, perseverancia y resistencia. Los artistas japoneses a menudo han representado el clima inclemente de bambú, como la lluvia o la nieve, lo que refleja su reputación de ser flexible pero inquebrantable, y su asociación con la firmeza y la lealtad. El género más favorecido utilizado en la artesanía japonesa es la especie Phyllostachys bambusoides, llamada madake (マ ダ ケ) en japonés.
Las canastas de flores para ikebana y otros tipos, fueron importadas de China o se copió su estilo. Estas canastas de karamono (estilo chino), tenían estructuras formales y simétricas con tejidos muy trenzados. Fue el maestro del té del siglo XVI Sen no Rikyū (1522–1591) quien abogó por un estilo simple y austero de wabi-cha con utensilios naturales y espontáneos o aparentemente ingenuos. Estos utensilios de té establecieron un arte de bambú japonés distinto del estilo chino importado. Las canastas se desarrollaron para aparecer en un estilo natural, asimétrico, llamado wamono (estilo japonés, 物). Alrededor del 1700, la acogida en la ceremonia del té realizada con el té sencha coincidió con una renovada admiración por la cultura china, la literatura china y la pintura china entre los japoneses intelectuales, un fenómeno que continuó en el siglo XIX. Las canastas finamente tejidas y elegantes importadas de China sirvieron como modelos para las canastas de karamono ahora creadas por artesanos japoneses, siguiendo una tradición establecida durante el período Muromachi (1392–1573). El reconocimiento de la artesanía del bambú como un arte decorativo tradicional japonés comenzó a fines del siglo XIX y se aceptó como una forma de arte.
El Centro de Apoyo a la Formación Técnica del Bambú en la ciudad de Ōita fue establecido en 1938, convirtiéndose en la única institución de nivel prefectural financiada con fondos públicos en el país que se dedica a la artesanía del bambú. Después de la Segunda Guerra Mundial, las artesanías de bambú desaparecieron cuando el plástico las sustituyó por productos utilitarios. Sin embargo, la producción de alto nivel se mantuvo y las formas de arte se desarrollaron aparte de la artesanía. El arte del bambú ganó un reconocimiento cada vez mayor. En 1967 Shōnō Shōunsai (生野祥雲斎, 1904-1974) de Beppu se convirtió en el primer artista del bambú nominado por el gobierno como Tesoro Nacional Viviente. En 1979, las artesanías de bambú de Beppu fueron designadas por el Ministerio de Economía, Comercio e Industria en 1979 como Artes y Oficios Tradicionales.
La mayoría de los maestros artesanos designados como Tesoros Nacionales Vivientes se seleccionan entre los participantes en las exposiciones anuales de la Asociación de Japón Kōgei. Mientras que las exposiciones anuales de la Academia de Arte de Japón (日 展, Nitten) enfatizan la expresión artística, las exposiciones de Arte y Artesanía dan prioridad a la preservación de las habilidades tradicionales y, por lo general, cuentan con canastas funcionales, aunque modernas. En la era de la posguerra, muchos de los principales artistas de bambú estaban vinculados a linajes establecidos. Aunque la mayoría de los artistas son hombres, recientemente surgieron varias artistas femeninas, como Toshie Ōki (大 木 淑 恵), y Setsuko Isohi (磯 飛 節, b. 1964).
El arte del bambú de las últimas décadas refleja una mayor diversidad de técnicas y visiones, aunque el mismo respeto por la tradición, las áreas y el linaje que caracteriza la historia del medio se sigue manifestando de muchas maneras. Artistas notables han llegado a la artesanía desde fuera de las líneas familiares tradicionales, y muchos de ellos trabajan de forma independiente. Algunos tienen experiencia en las bellas artes, mientras que otros se sintieron atraídos por la práctica antigua después de haber trabajado en un campo no relacionado.
Al igual que en otras artesanías japonesas, la adquisición de conocimientos suele implicar un largo aprendizaje con el maestro del taller, a menudo en un sistema llamado «shitei» (師弟). Aprender las habilidades y técnicas básicas generalmente toma de cinco a diez años, pero dominarlas y desarrollar un estilo individual puede requerir décadas. Se requería mucho trabajo por parte del alumno casi todos los días a cambio de poco o ningún pago. Al vivir en la casa del maestro y participar en las tareas del hogar, los aprendices observaban cuidadosamente al maestro, a los estudiantes de último año y al taller antes de comenzar cualquier entrenamiento real. Incluso en las etapas posteriores de un aprendizaje, era común que un discípulo aprendiera únicamente a través de la observación concienzuda. Esto ha cambiado en tiempos más recientes, ya que las generaciones más jóvenes no están dispuestas a pasar por este sistema tradicional y, en cambio, aprenden las habilidades básicas en escuelas técnicas como el centro en Oita, y luego acuden a un maestro.
Si bien algunas obras pueden completarse en varias semanas, otras tardan muchos meses y las piezas de exhibición a menudo requieren más tiempo, a veces un año o dos. Las artes de bambú tienen un perfil bajo en comparación con la cerámica, principalmente debido al poco número de artesanos y la cantidad de tiempo que se tarda en terminar un objeto.
La cestería de bambú a menudo se complementa con otros materiales como el ratán o la palma de cáñamo. También existen cestería de estos materiales. Otro es tsuruzaiku (つ る 細 工), la artesanía del tejido de planta de guía, que es popular en muchas partes de la región norteña de Tōhoku donde el bambú es más escaso, específicamente el tejido de akebia quinata, llamado akebizaiku (ア ケ ビ ビ 細 工).
Las tres áreas principales de producción de tejidos de bambú son la región occidental de Kansai, alrededor de las ciudades de Osaka y Kioto, la región oriental de Kanto, alrededor de Tokio, y la isla más al sur de Kyūshū. Cada lugar tiene sus propias técnicas y estilos de trenzado.

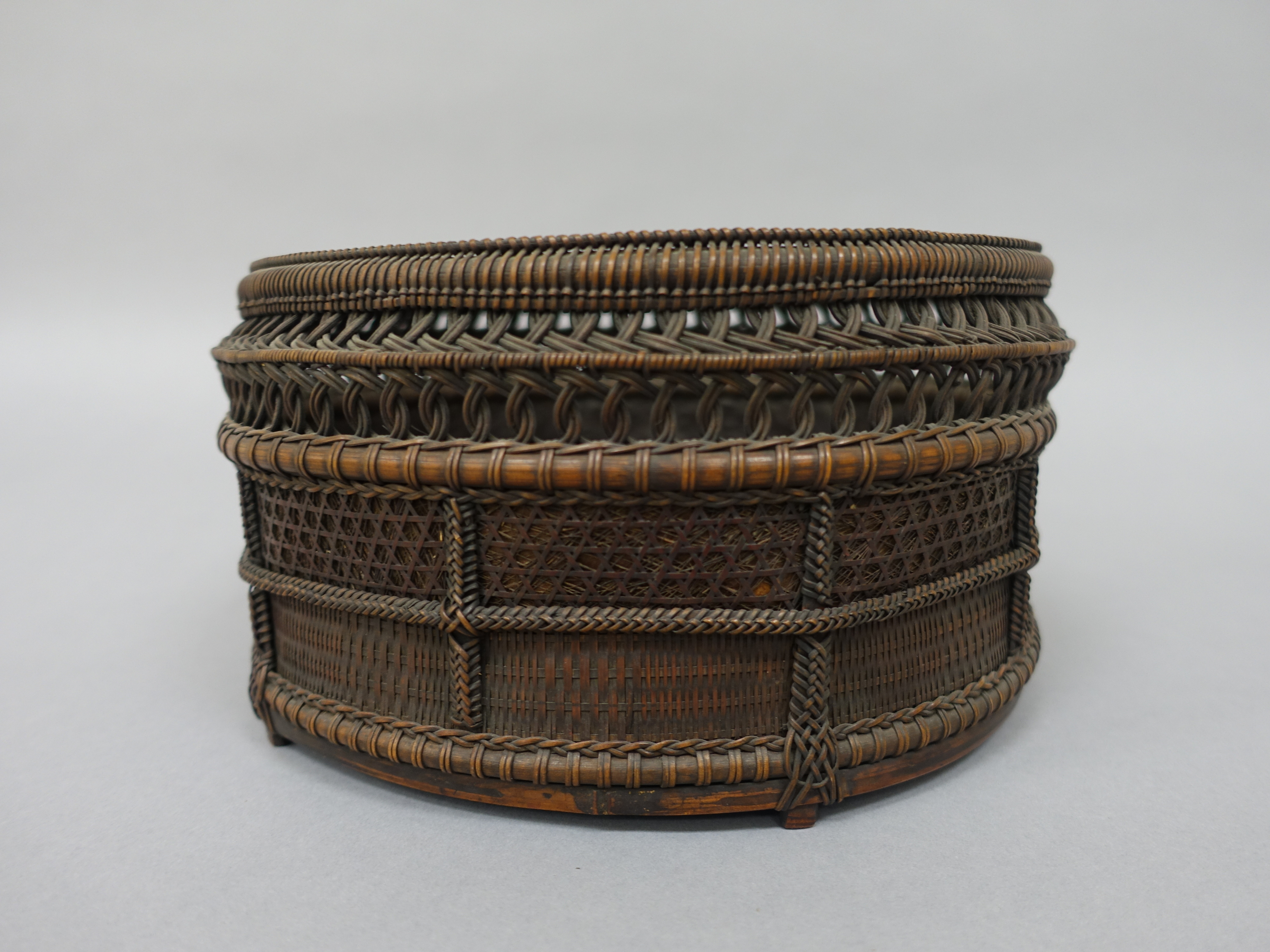
Canasta de carbón de estilo chino (sairō-sumitori) para la ceremonia del té sencha. Bambú de madera, bambú enano y ratán. Época Edo, siglo XIX.
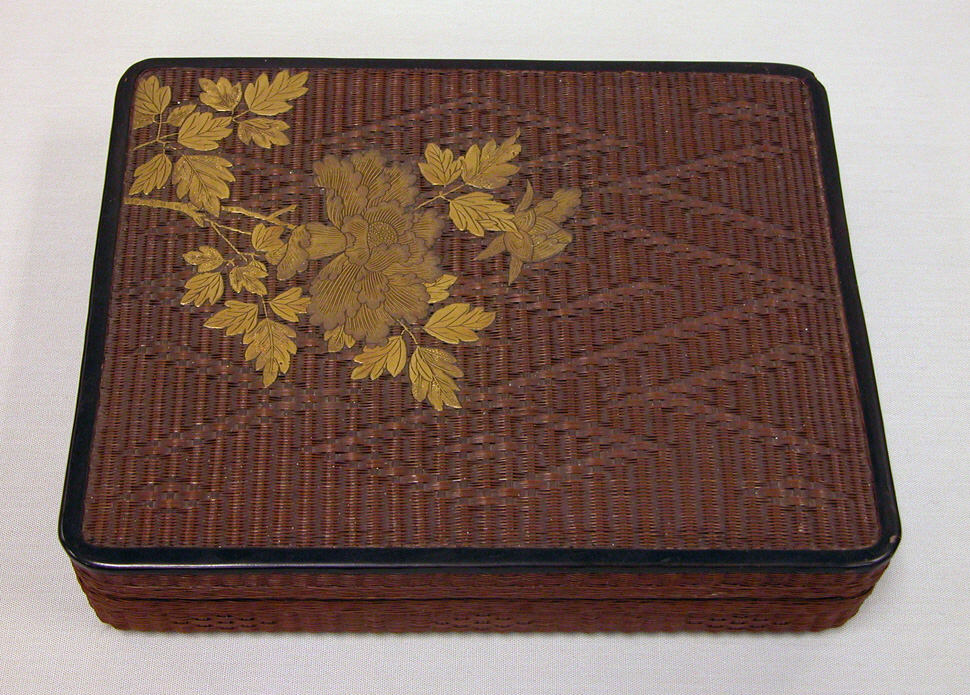
Caja de cestería con peonías. Hiramaki-e de bambú, laca y oro. Época Edo, segunda mitad del siglo XIX.
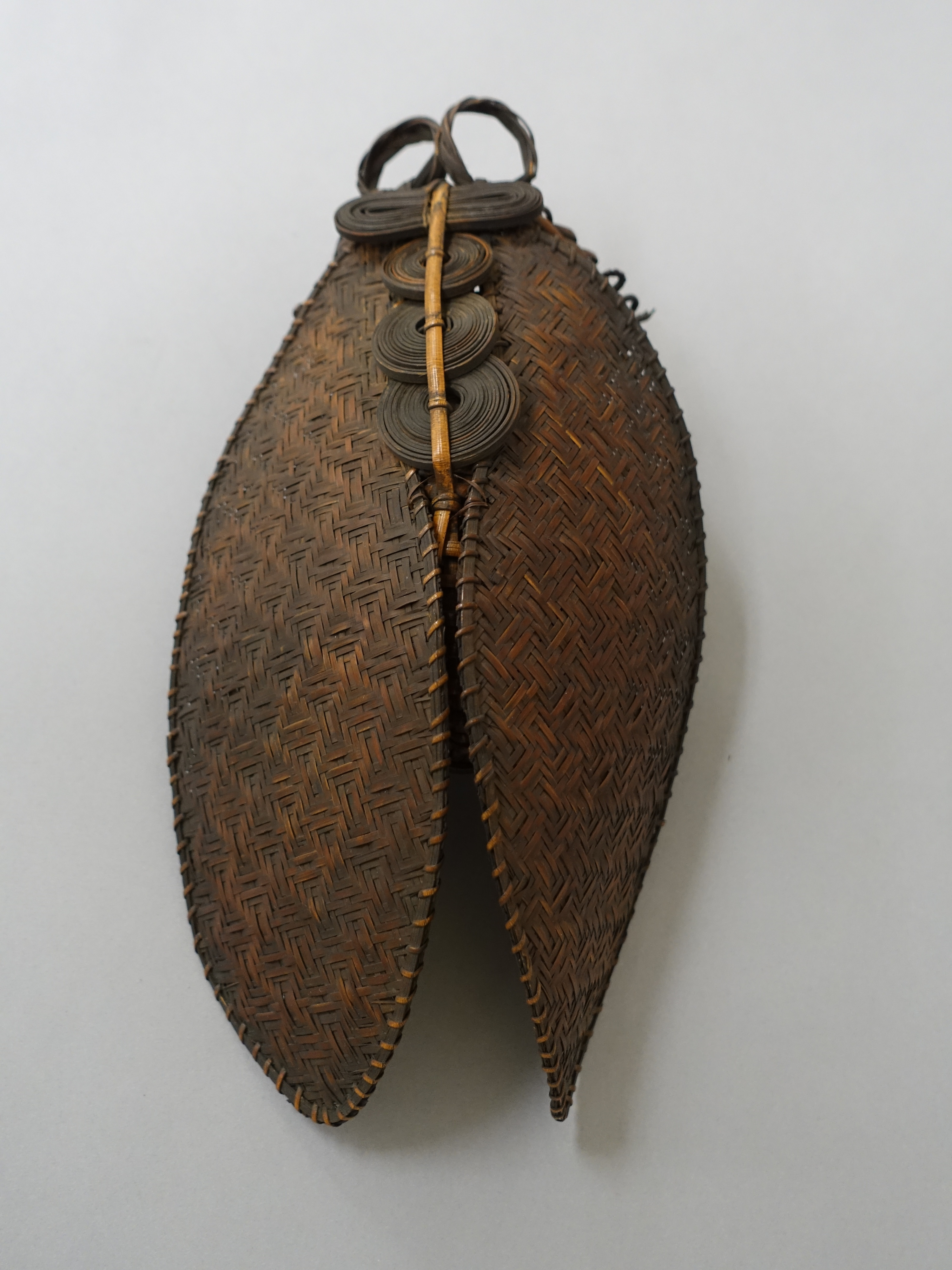
Cesta de flores colgante (kake-hanakago en forma de cigarra. Rota. Época Edo, siglo XIX.
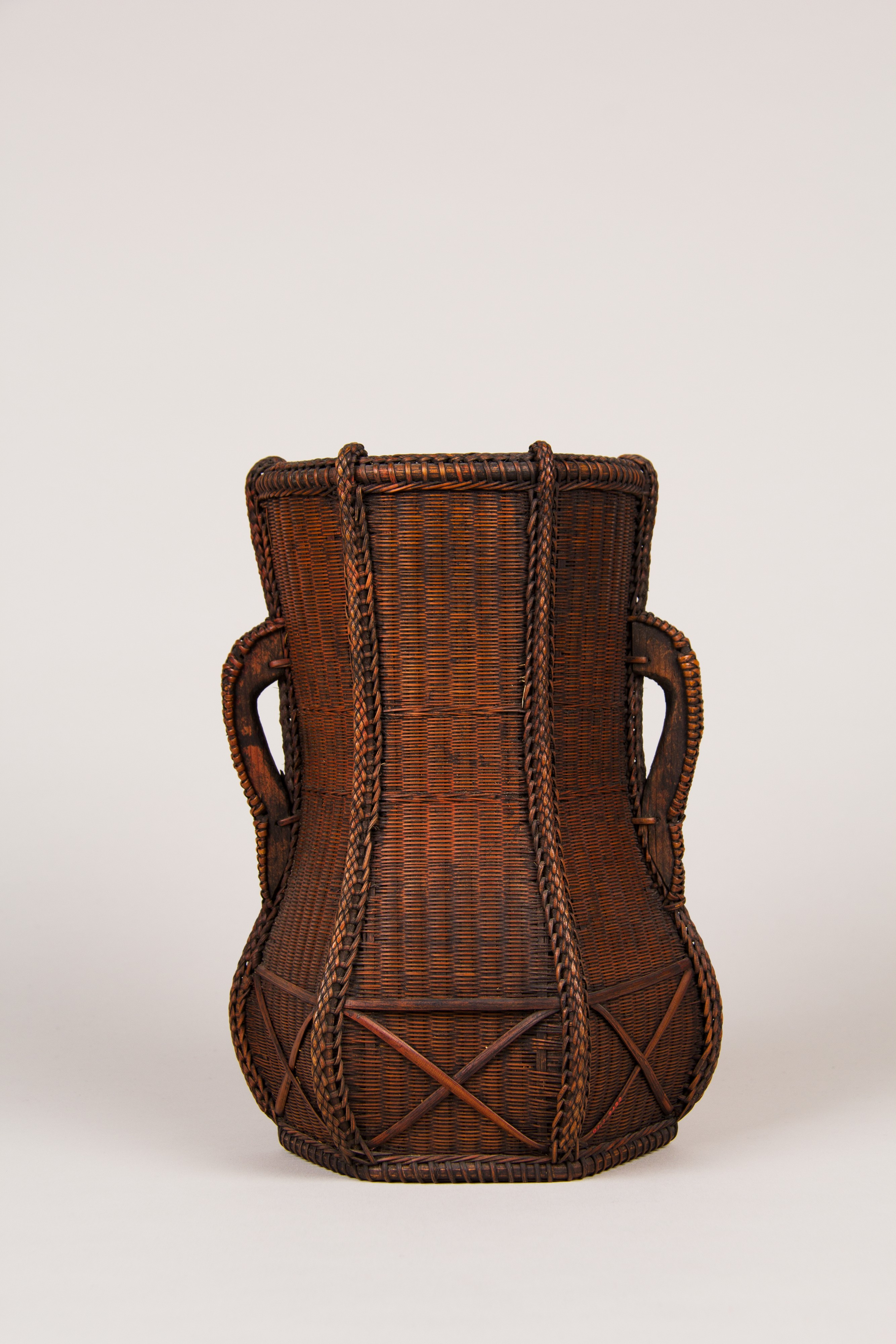
Canasta de flores. Bambú. Época Edo, segunda mitad del siglo XIX.

### Artesanos Kansai

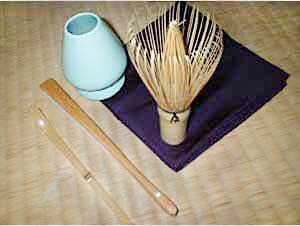
Algunos elementos para la ceremonia del té. Desde la esquina inferior izquierda: Chashaku (cuchara de té), sensu (abanico), chasen kusenaoshi (soporte para el batidor), chasen (batidor de bambú) y fukusa (pañuelo de seda).

Las sofisticadas canastas de flores de sencha y los utensilios de té tenían una demanda especialmente alta en la región occidental de Kansai, con Osaka y Kioto en el centro. A finales del siglo XIX, los maestros artesanos de la región comenzaron a combinar la perfección técnica con la individualidad artística para producir «cestas de arte» funcionales que fueron firmadas por el artista.
El artista pionero de bambú Kansai, Hayakawa Shōkosai I (尚 古 斎, 1815–1897), está considerado el primer maestro en firmar sus canastas, estudió la artesanía tradicional de la malla de ratán y se concentró en los utensilios de té sencha. Su hijo mayor, Shōkōsai II (1860–1905), lo siguió en el comercio de cestería, pero murió a una edad temprana. Fue sucedido por su hermano menor, Shōkosai III (1864–1922), quien desarrolló un estilo avanzado de trenzado llamado «tejido grueso», un alejamiento de las técnicas de la firma de la familia. Después de la Segunda Guerra Mundial, Shōkōsai IV (1902–1975) se mudó de Osaka a Kioto, donde estableció el nuevo taller familiar. Shōkōsai V (1932–2011) exploró otras posibilidades en el blindaje de armaduras, un tipo de construcción paralela considerada una de las técnicas tradicionales de Hayakawa. Expuso su trabajo en las exposiciones anuales de artesanía de arte tradicional de Japón a partir de 1966 y fue designado Tesoro Nacional Viviente en 2003.
El artista de bambú con sede en Osaka, Wada Waichisai I (和 一 斎, 1851–1901) estableció un importante y duradero linaje de maestros. Era conocido por sus precisas y delicadas técnicas de trenzado, principalmente para hacer canastas y utensilios de karamono (estilo chino) para la ceremonia del té sencha.

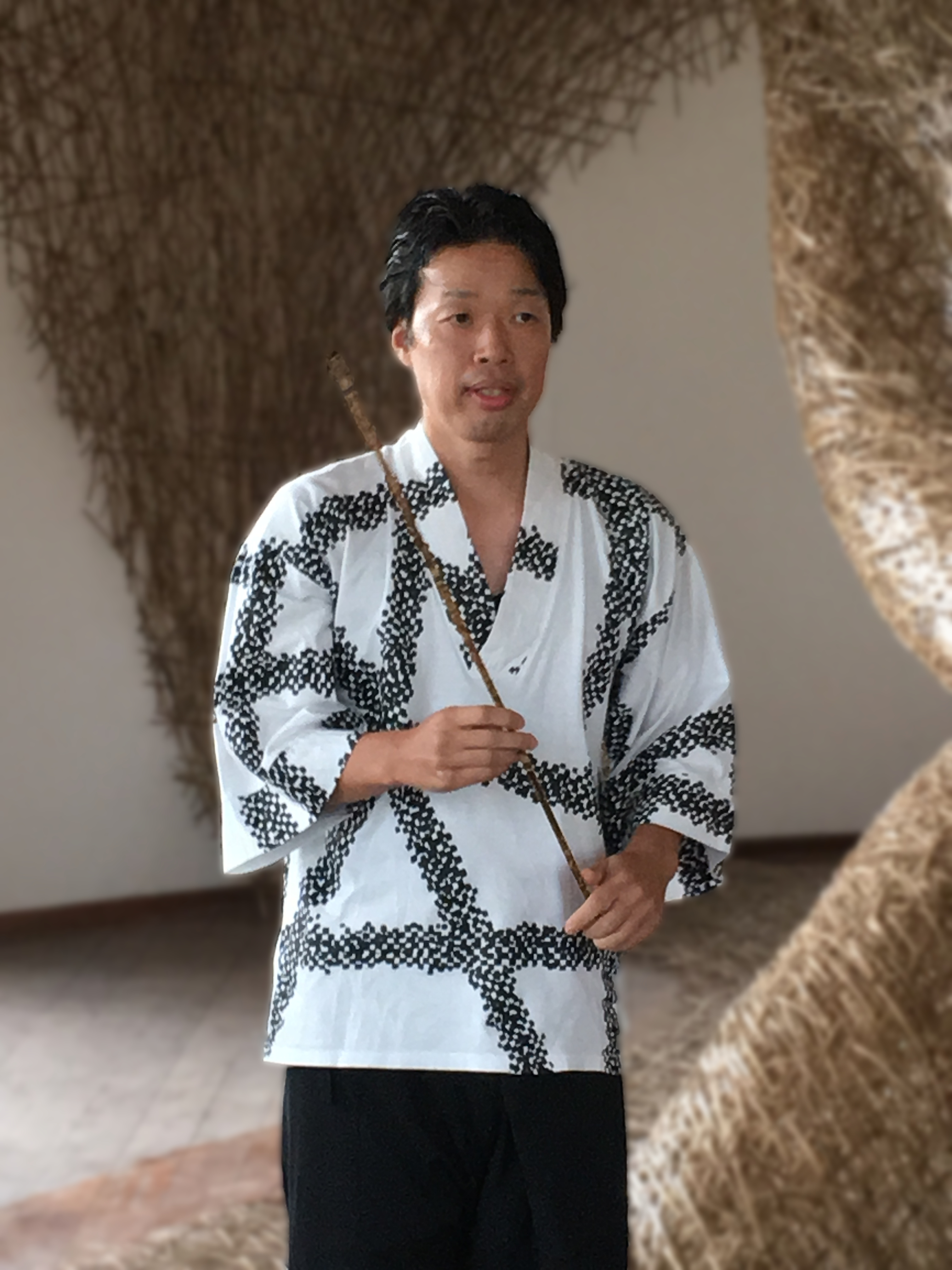
Tanabe Chikuunsai IV explica su trabajo de instalación a gran escala Godai en el Musée Guimet (2016).

Entre sus numerosos discípulos estaba Tanabe Chikuunsai I (代 田 雲 雲 18, 1877–1937), quien perpetuó las tradiciones heredadas y comenzó a modernizarlas. Desarrolló el llamado estilo ryūrikyō de cestería después de estudiar las pinturas del siglo XVIII de Yanagisawa Kien, quien a menudo representaba cestas de bambú llenas de flores o frutas en el estilo de bunjin literario. Chikuunsai hizo canastas de ryūrikyō explícitamente para exhibición, una tendencia que marcó un cambio significativo en el arte del bambú japonés, lo que refleja la ambición de los maestros artesanos de lograr el mismo grado de reconocimiento que el de los artistas de la cerámica contemporánea y de laca. Tanabe Chikuunsai II (1910-2000) y Chikuunsai III (1940-2014) extendieron el linaje de Tanabe, y este último produjo esculturas geométricas únicas. El Tanabe Chikuunsai IV (n. 1973) basado en la ciudad de Sakai ha continuado la tradición familiar al mismo tiempo que experimenta con esculturas monumentales y trabajos de instalación orgánica, como el Godai de casi 6 metros de altura en el Musée Guimet en 2016. o con The Gate en 2017 en el Metropolitan Museum of Art.
Otro discípulo de Wada Waichisai I fue Yamamoto Chikuryūsai I (代 山 本 竹 龍 斎 造, 1868–1945), quien recibió premios en la Exposición de Artes Decorativas de 1925, en la Exposición Universal de Chicago (1933), y la Exposición Internacional de París de 1937. También fue uno de los primeros artesanos de bambú cuyo trabajo fue admitido en la exposición Teiten de la Academia Imperial de Bellas Artes.
Maeda Chikubōsai I (初 代 前 田 竹 房, 1872–1950), también de Sakai, estableció su propia línea familiar distinguida. Comenzó su carrera produciendo canastas de karamono y literati, pero luego desarrolló un método único de uso de ramas y raíces de bambú natural para lograr un efecto más rústico. También hizo varias piezas para la Corte Imperial. Chikubōsai II (1917–2003) produjo canastas de sencha y vasos modernos hechos de tiras redondas de bambú doblado y recogido. A partir de la era Taishō, tanto Tanabe Chikuunsai I como Maeda Chikubōsai I incorporaron flechas antiguas en su trabajo, lo cual fue particularmente apreciado por los clientes que descendían de samurai. Le siguió el de Maeda Chikubōsai II (二代 前 田 房 房 斎 19 19, 1917–2003), cuyas obras se mostraron en el Nitten y que en 1995 fueron otorgadas por el gobierno como el tercer artista de bambú en ser nombrado un Tesoro Nacional Viviente.
Uno de los artistas influenciados por Tanabe Chikuunsai II es Sugita Jozan (nacido en 1932 en Osaka). Otros artistas y artesanos notables incluyen Suzuki Gengensai (Suzuki suzuki, 1891 - 1950), Higashi Takesonosai uno de los artistas que fue influenciado por Tanabe Chikuunsai II es Sugita Jozan (nacido en 1932 en Osaka). ( Totake Takeshi Sanzo , 1915–2006), que fue influenciado por Rōkansai y recibió el Premio de Reconocimiento Especial (Tokusen) en la exposición de 1971 en Nitten, Tanaka Kōsai (Tanaka Shinsaizo, 1912) –1993), que también integró los ejes de flechas en su trabajo, Tanaka Kōji (Takashi Koji, n. 1941), y Tanioka Shigeo (Tanioka Shigeo, nacido en 1949) que fue un aprendiz de Tanabe Chikuunsai II.

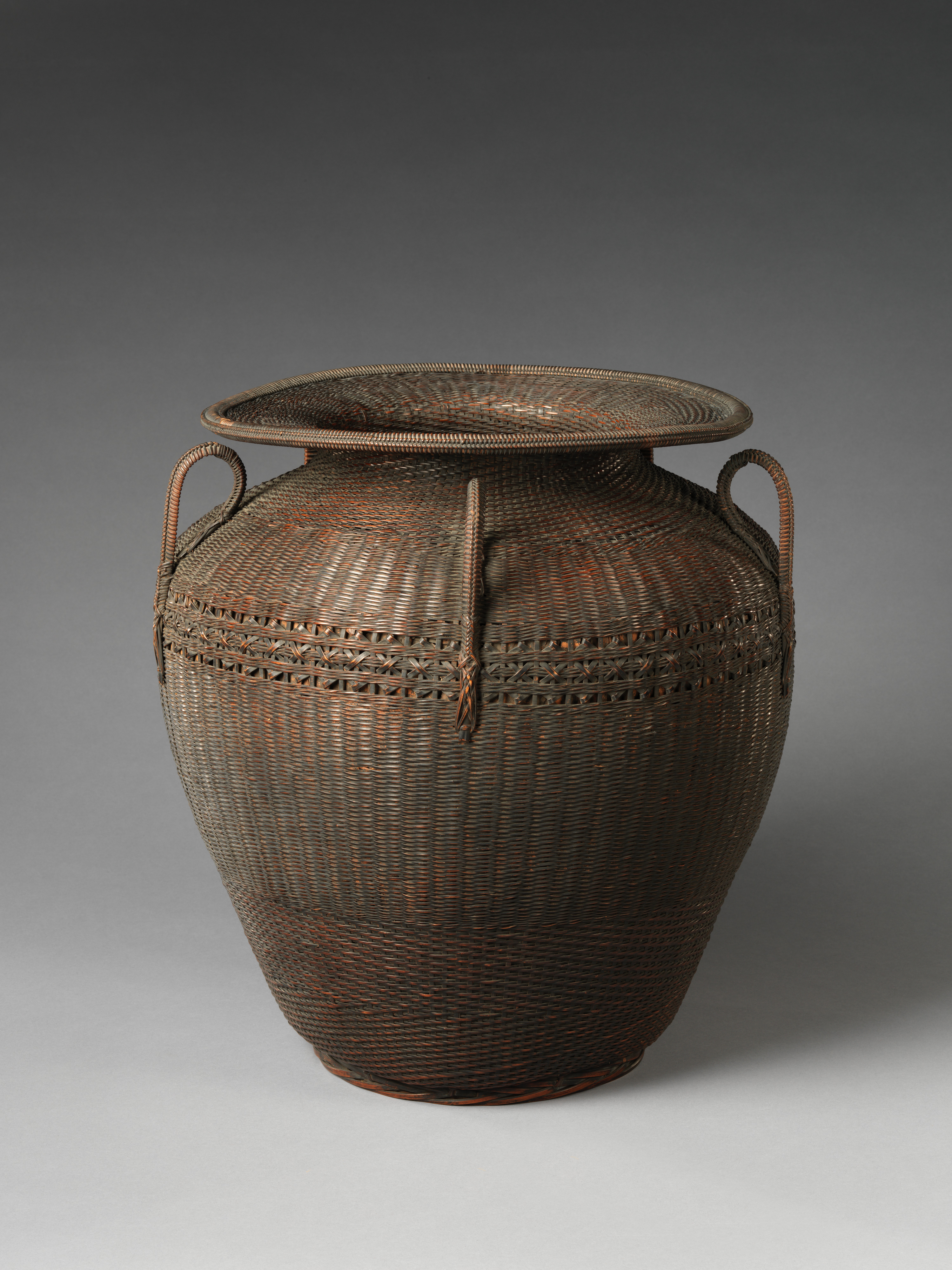
Gran cesta de flores. Bambú (madake) con añadidos de ratán. Por Hayakawa Shōkōsai I, segunda mitad del siglo XIX
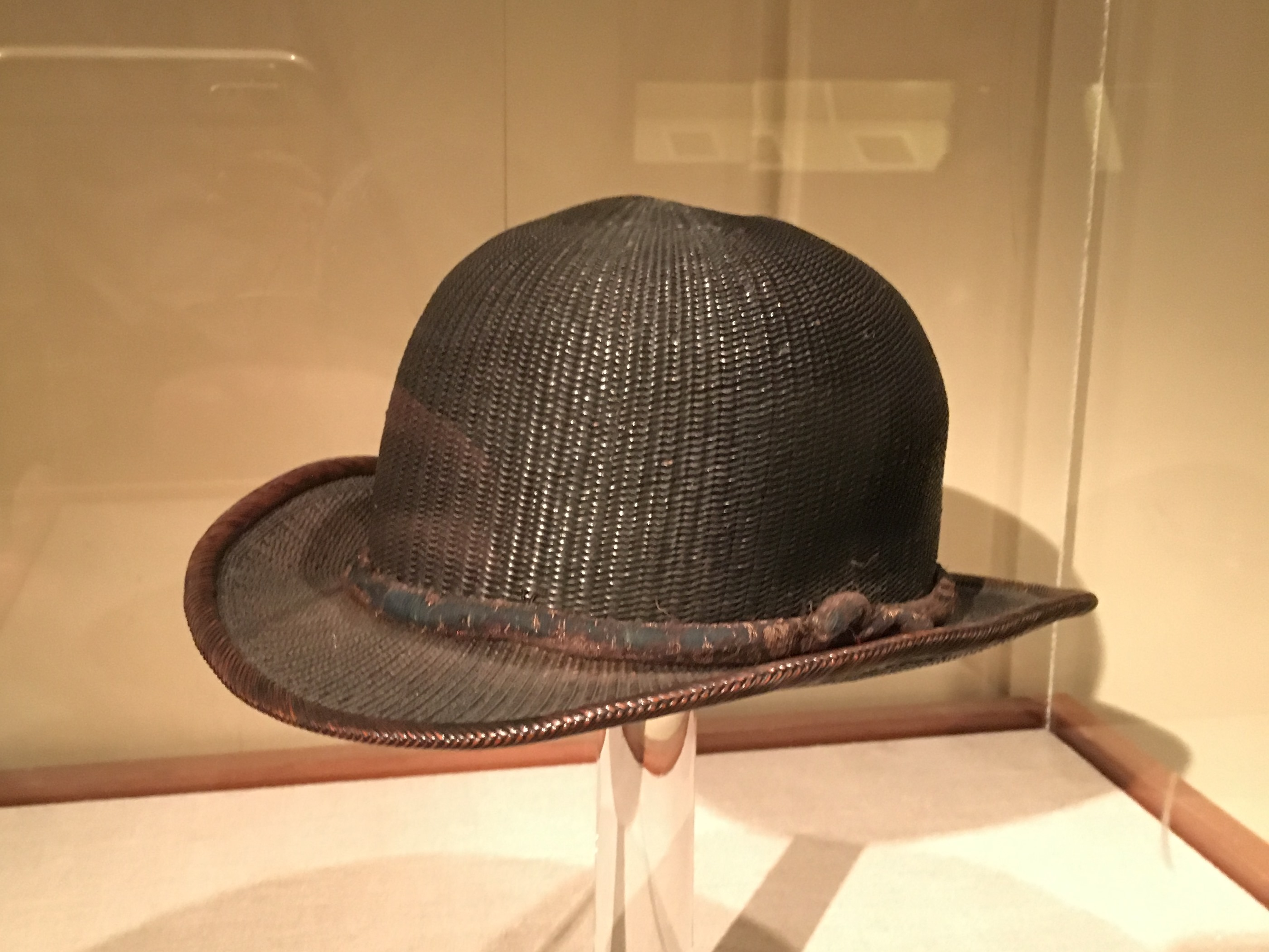
Sombrero de bombín Madera de bambú, ratán y seda brocada. Por Hayakawa Shōkosai I, era Meiji, c. 1880–1890
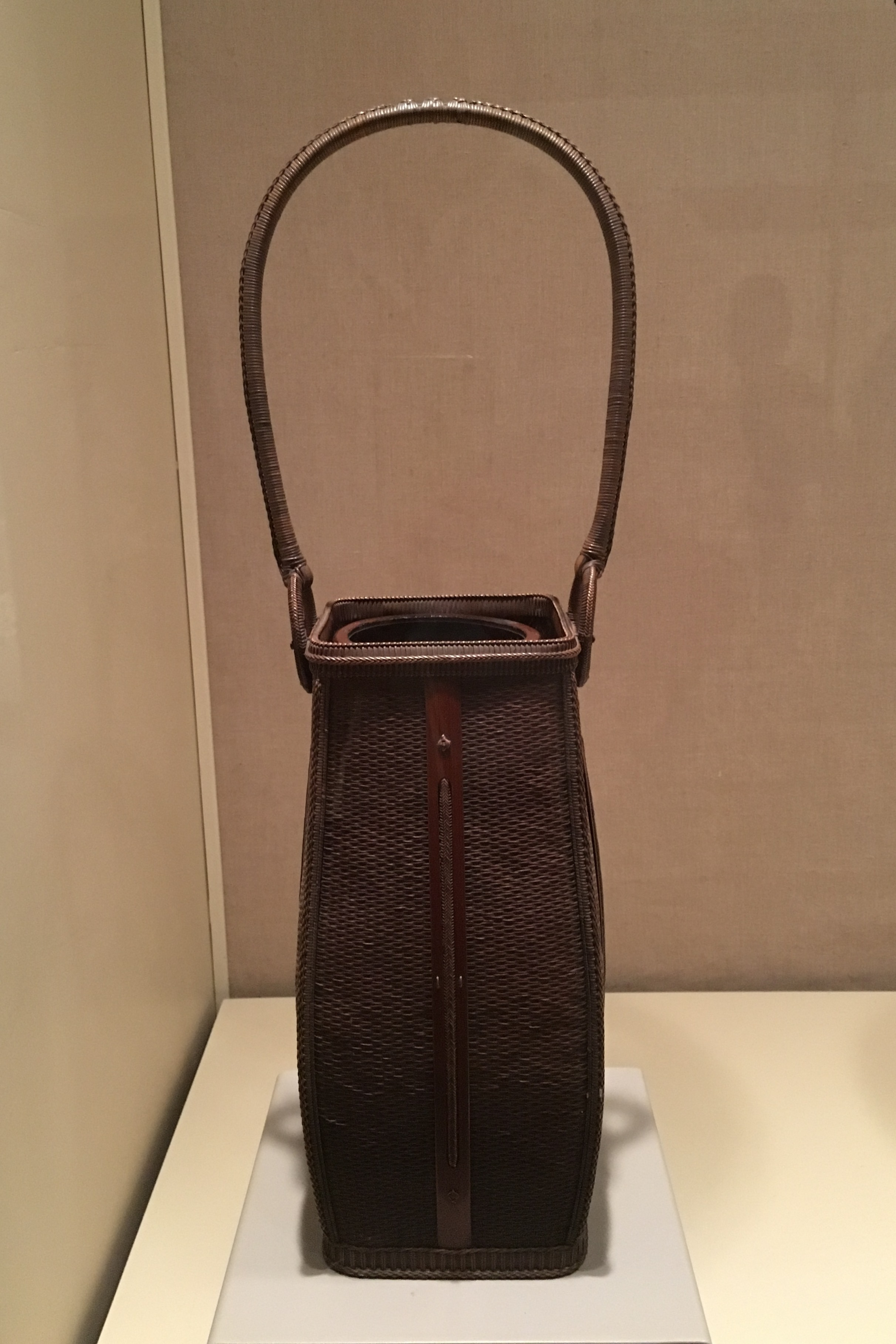
Canasta de flores de estilo karamono. Madera de bambú, ratán y laca. Por Wada Waichisai I, era Meiji, c. 1890–1901
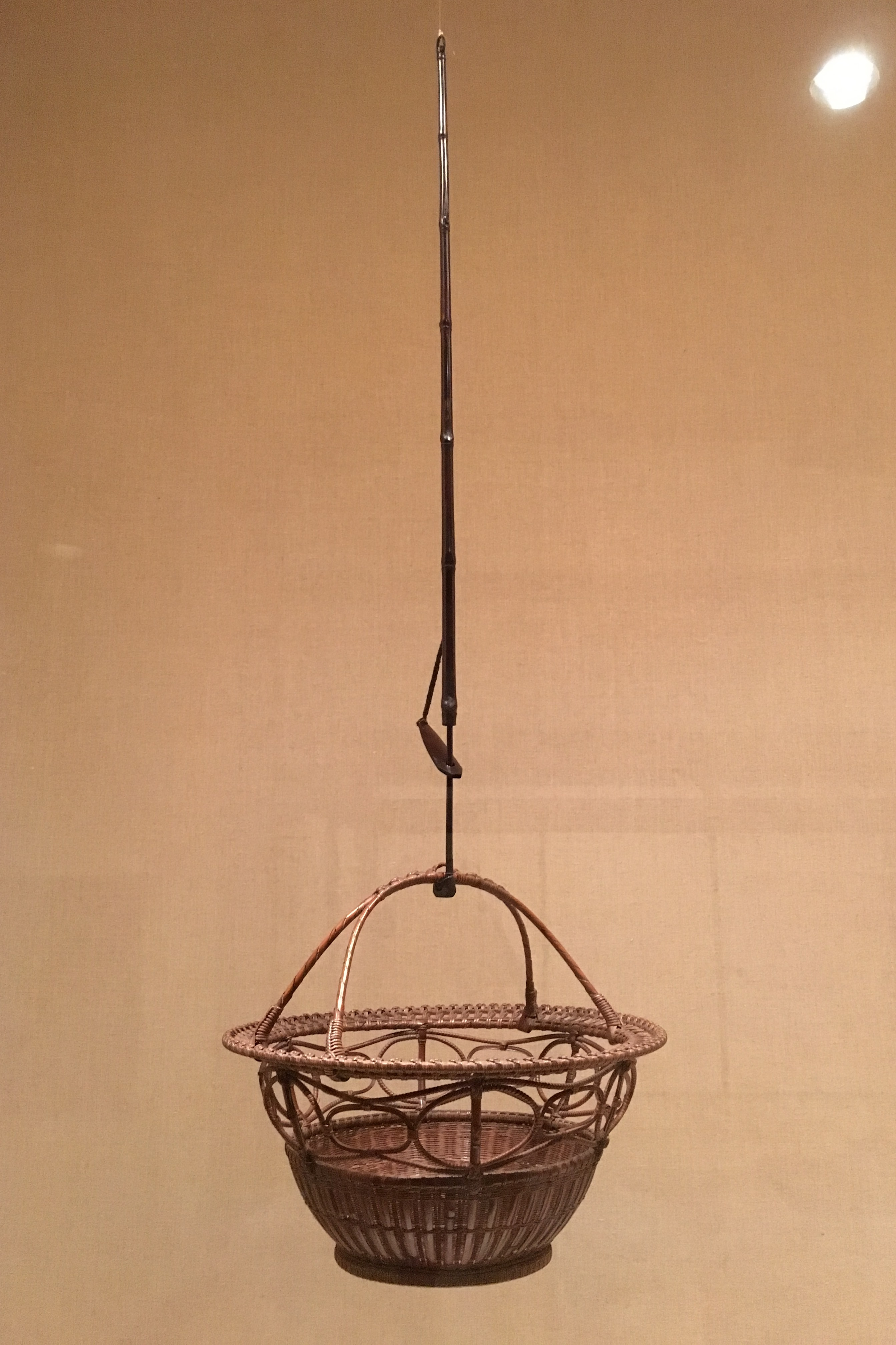
Ryūrikyōcolgante con cesta de flores. Ahumado de bambú enano y ratán. Por Tanabe Chikuunsai I, después de Meiji - era Shōwa, c. 1900–1920

Monden Kōgyoku (門田篁玉, n. 1916) hizo miles de canastas utilitarias para mayoristas durante dos décadas después de la guerra. Más tarde realizó varias piezas artísticas con tiras extremadamente finas de bambú y técnicas complejas. Vive cerca de Hiroshima en la vecina región de Chūgoku.

### Artesanos Kanto
El arte japonés del bambú en la región oriental de Kanto, alrededor de Tokio, se sometió a un proceso de modernización durante la primera mitad del siglo XX. Varios maestros saltaron a la fama a través de su participación en exposiciones internacionales de arte nacional recientemente reorganizadas y comenzaron a producir «canastas de arte».
Iizuka Hōsai II (二代飯塚鳳斎, 1872–1934), y su hermano Iizuka Rōkansai (塚琅玕斎, 1890–1958, nacido Yanosuke), encabezaron el movimiento, promoviendo nuevas direcciones para el campo y elevando el bambú de artesanía a una forma de arte. Haciendo hincapié en la libertad artística y la individualidad, Rōkansai experimentó con las posibilidades del medio y desarrolló varias técnicas nuevas, incluidas la del trenzado agrupado (tabane-ami) y la del trenzado bordada (tome sashi-ami). Recibió un premio en la Exposición Internacional de Artes Modernas Decorativas e Industriales de 1925 en París. Iizuka Shōkansai(飯塚小玕斎, 1919–2004), quien se formó bajo su padre, el famoso Rōkansai, exhibió regularmente sus trabajos en la exposición anual de Nitten y en las exposiciones de Arte y Artesanía Tradicional, y fue designado Tesoro Nacional Viviente en 1982. Las tradiciones de la familia Iizuka fueron transmitidas a Katsushiro Sōhō (勝城蒼鳳造, n. 1934), y Fujinuma Noboru (藤沼昇造, n. 1945), ambos Tesoros Nacionales Vivientes, y activos en la prefectura de Tochigi.
Ishikawa Shōun (1895–1973), fue un discípulo de Iizuka Rōkansai, al igual que Yokota Hōsai (横田峰斎造, 1899–1975). Hōsai fue uno de los diecisiete miembros fundadores de la Asociación de Artistas de Bambú de Japón en 1955, junto con Kosuge Shōchikudo e Iizuka Shōkansai. Suzuki Kyokushōsai I (鈴木旭松斎造, c. 1872–1936), podría haber estado conectado al linaje de Hōsai. Otro discípulo de Rōkansai fue Nakata Kinseki (中田錦石造, 1902–1959).
Buseki Suigetsu (武関翠月造, 1930–2013) es un artista que trabaja en Tokio.
Fujitsuka Shōsei (藤塚松星造, nacido en 1949) tuvo su aprendizaje bajo Baba Shōdō (1925–1996) y tiene su sede en Kanagawa. Su obra realiza la instalación de arte en un estilo altamente individualista.

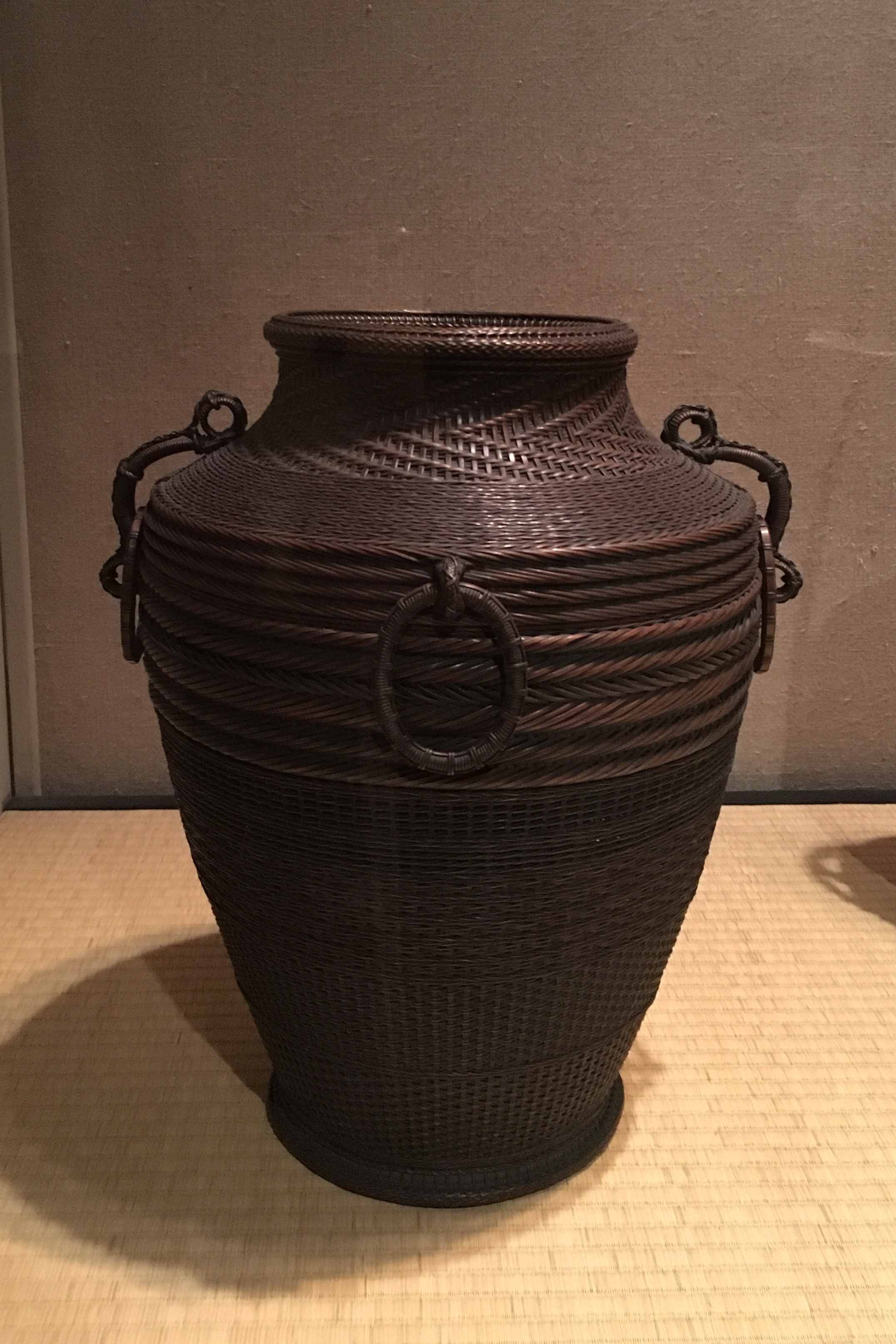
Gran cesta de flores (hanakago). Madera de bambú, ratán y laca. Por Iizuka Hōsai II, era Meiji, c. 1910.
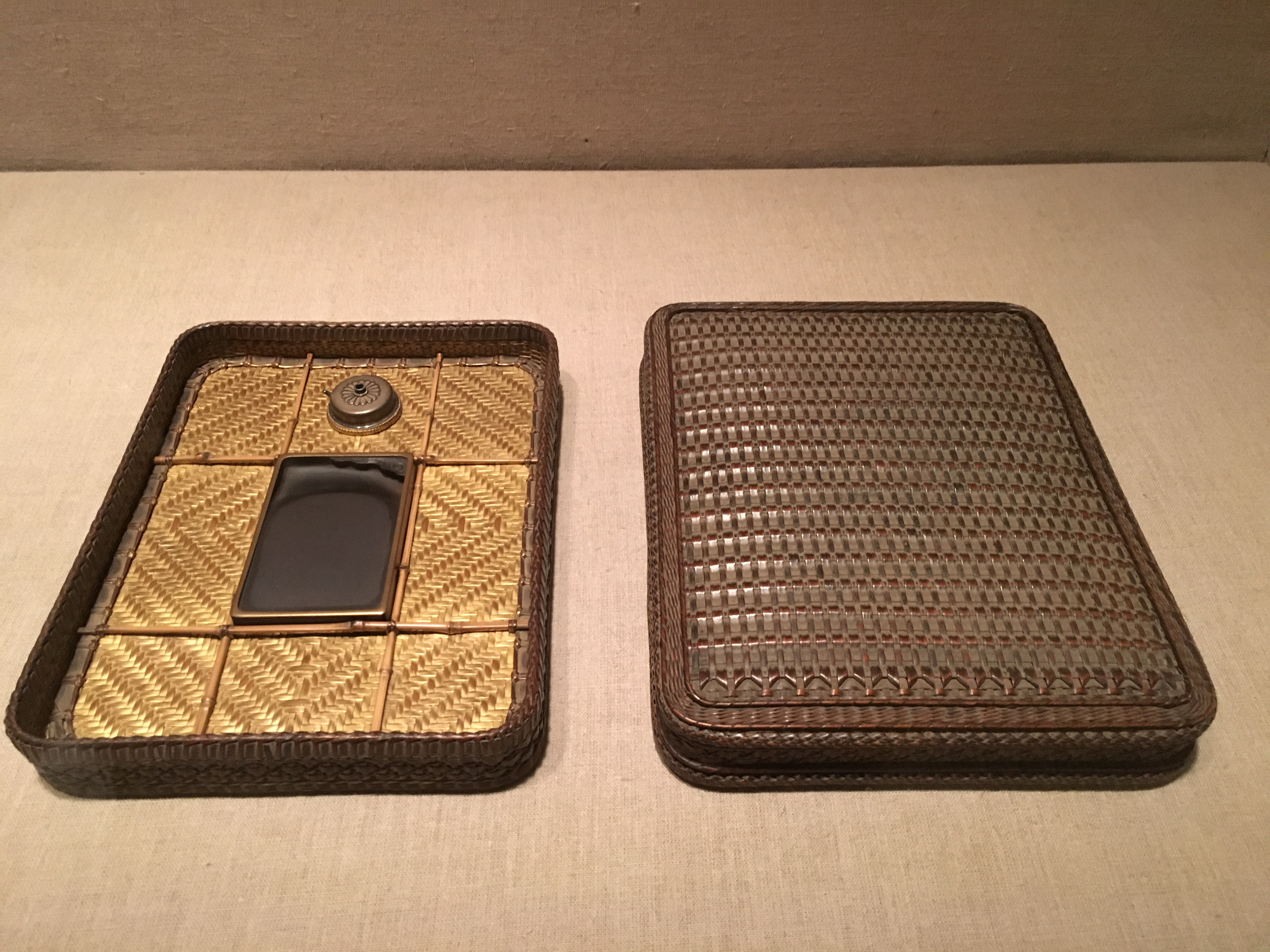
Caja de piedra de tinta (suzuribako). Madera de bambú, ratán, laca y polvo de oro. Por Iizuka Hōsai II, era de Taishō, 1923.
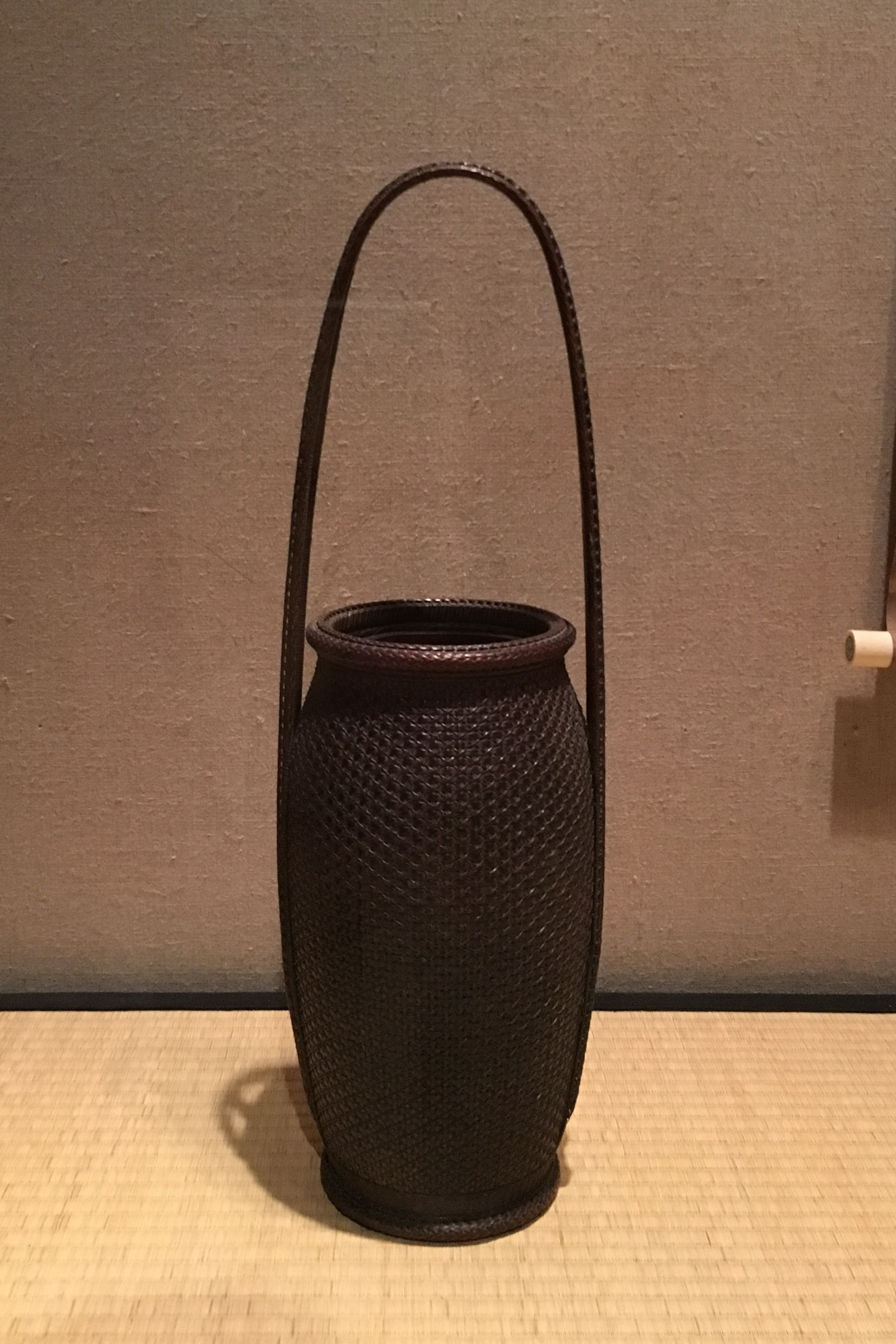
Canasta de flores (hanakago). Madera de bambú morado ahumado, ratán y laca. Por Iizuka Hōsai II, era Shōwa, c. 1924–1934.

### Artesanos Chūbu
Un importante linaje de la Chubú, específicamente en la región de Hokuriku, es el de Honma Kazuaki (本間一秋造, n. 1930), de la isla Sado y con sede en la Prefectura de Niigata. Estudió con Hayashi Shōgetsusai (林尚月斎造, 1911–1986). Se especializó en trabajos de bambú doblado y ha ganado renombre por sus composiciones abstractas a gran escala. Además, desarrolló la idea de Iizuka Shōkansai de obras de bambú de dos dimensiones con marcos llamados «pinturas trenzadas» y recibió dos Premios de Reconocimiento Especial (Tokusen) en el Nitten, uno en 1983.
Su discípulo Honma Hideaki (本間秀昭 n. 1959), que trabaja en la isla Sado, emplea una variedad local flexible de bambú en obras inspiradas en la flora y fauna de la isla. Otro discípulo de Honma Kazuaki fue Ueno Masao (nacido en 1949) de Iiyama, Prefectura de Nagano, quien crea obras de instalación.
Otro linaje importante en la isla Sado fue fundado por Kosuge Chikudō (1895–1966), continuado por sus hijos Kosuge Shōchikudō (小管小竹堂造, 1921–2003) y Kosuge Kōgetsu (小菅吼, b. 1932).
Shōchikudō inicialmente no tenía interés en convertirse en un artista de bambú y no estudió formalmente con su padre. Sin embargo, presentó un trabajo que fue aceptado por la Tokio Craft Arts Exhibition cuando tenía catorce años. Posteriormente, trabajó con bambú y después de la finalización de la Segunda Guerra Mundial, el gobierno de la prefectura de Niigata lo contrató para enseñar cestería de bambú. Su trabajo fue admitido en las exposiciones de Nitten, y en 1955 se convirtió en uno de los diecisiete miembros fundadores de la Asociación de Artistas de Bambú de Japón. Finalmente, dejó de producir obras para exposiciones públicas y se enfocó en el diseño y los artículos pequeños, trabajando junto con la diseñadora de moda Issey Miyake. Baba Shōdō (1925–1996) fue enseñado por él.
Su hermano menor Kōgetsu, un estudiante de chanoyu, se hizo famoso por la técnica de «construcción torcida» (hineri-gumi). Participó en las exposiciones Nitten y en la de Artesanía Tradicional, y recibió premios por sus cestas de flores.
Torii Ippō (鳥居一峯造, 1930–2011), nacido en Nishio, de la prefectura de Aichi, tuvo que continuar con el negocio del bambú de su familia a la edad de 21 años después de la muerte de su padre. En 1959 vio una canasta ceremonial de bambú del siglo VIII a. C. en el Shōsōin (Casa del Tesoro) en Nara. Inspirado por esta pieza, finalmente envió obras a las exposiciones de arte moderno y artesanía japonesas y recibió un Premio de Reconocimiento Especial (Tokusen) en el Nitten del año 2006.
Yako Hōdō (八 子 鳳 堂 造, n. 1940), originalmente basado en la Prefectura de Niigata, estudió con Nakajima Hoso, Nakamura Yukosai y Baba Shōdō (1925–1996), quienes lo alentaron a explorar la escultura contemporánea. Más tarde se mudó al área de Tokio, e hizo composiciones a gran escala por las que obtuvo reconocimiento. Comenzó a exponer su trabajo en el Nitten en 1973.
Nagakura Ken'ichi (長倉健一造, n. 1952) es un artista de la prefectura de Shizuoka. Al principio estudió técnicas de teñido yūzen, pero se dedicó al tejido de bambú después de trabajar en la empresa mayorista de bambú de su abuelo. Sus cestas orgánicas, y sus obras escultóricas abstractas tridimensionales deben su apariencia a una variedad de tradiciones. Trabaja como artista independiente y no está asociado con ninguna organización en particular.

### Artesanos Kyūshū
Con un clima cálido del sur, ideal para el cultivo de bambú, la isla de Kyūshū es el sitio con más de la mitad de la producción de bambú de Japón. A principios del siglo XX, la ciudad de Beppu en la prefectura de Ōita, famosa por sus aguas termales, se convirtió en un destacado centro de artesanía de bambú; cestas funcionales y tallas de bambú fueron ampliamente exhibidas. El Ōita Prefectural Bamboo Craft y Technical Training Support Center, una institución financiada con fondos públicos dedicada a la artesanía del bambú, se estableció en 1938.
El artista Shōnō Shōunsai (山野祥云斋, 1904–1974), atrajo a numerosos discípulos a lo largo de su extensa carrera. Sus esculturas abstractas de bambú de los años 50 y 60 fueron consideradas revolucionarias. En 1967 se convirtió en el primer artista de bambú honrado con el título Tesoro Nacional Viviente. Shōnō Tokuzō (n. 1942, 生野徳三造), su hijo y heredero de la tradición familiar, normalmente utiliza el bambú lixiviado dividido en tiras anchas y combina la construcción paralela con la trenzada para lograr un efecto textural y de múltiples capas.
Iwao Kōunsai (1901–1992) estableció un linaje que incluía a Kadota Nikō (門田二篁造, 1907–1994), [106] que aplicó las técnicas características de Kyūshū, y Honda Shōryū (本田聖流造, n. 1951), uno de sus alumnos, que hace onduladas y complejas esculturas con tejidos ligeros, calados. Kibe Seihō (岐部笙芳造, n. 1951), uno de los alumnos de Shōryū, prefiere las obras funcionales y emplea técnicas clásicas de trenzado. Otros artistas como Uematsu Chikuyū (植松竹邑造, n. 1947) y Shiotsuki Juran (塩月寿藍造, n. 1948) crean esculturas de piezas únicas.

## Técnicas

Kagome patrón de mosaico trihexagonal.

Sensuji gumi(«mil líneas») de construcción, o peinado trenzado.

Existen una serie de técnicas de trenzado desarrolladas a lo largo del tiempo y en diferentes regiones. Hay una serie de patrones de tejido estándar, de los cuales se pueden hacer cientos de combinaciones.
- Trenzado de base de crisantemo (kiku zoko ami 菊底編み)
- Trenzado circular (rinko ami 輪弧編み, amida ko ami 阿弥陀光編み, ja no me ami 蛇の目編み), conocido como maru jinku ami 丸じんく編み en el oeste del Japón. Esta técnica se traduce a veces como«trenzado de ojo de buey»[114] o «trenzado de ojo de serpiente».
- Trenzado clemátide (tessen ami 鉄線編み , kikko ami 亀甲編み), una variación del trenzado hexagonal.
- Trenzado compuesto de pastillas (sashi hishime ami 差し菱目編み, conocido como yotsume gaeshi 四つ目返し en el oeste del Japón).
- Trenzado de sarga de diamante (masu ajiro ami 枡網代編み). Llamada trenza de sarga floral (hana ajiro ami 花網代編み) cuando se usa repetidamente como diseño sobre una gran área.
- Trenzado de hojas de cáñamo(asa no ha ami 麻の葉編み), conocido como asa ami 麻編み or uroko ami 鱗編み en el oeste de Japón.
- Trenzado hexagonal (mutsume ami 六つ目編み, kagome ami 籠目編み, también conocido comokikko ami 亀甲編み en el oeste de Japón).
- Trenzado irregular (midare ami 乱れ編み o hyoretsu ami 氷裂編 en el oeste de Japón, también conocido como yatara ami やたら編み o ochimatsuba ami 落松葉編み en Kyūshū).
- Trenzado de esteras o trenzado simple (gozame ami ござ目編み , también conocido como nuki ami ぬき編み en el oeste del Japón).
- Trenzado octogonal (yatsume ami 八つ目編み)
- Trenzado con agujas de pino (matsuba ami 松葉編み ), llamado "waive plaiting" (seikai ami 青海編み) cuando se utiliza la misma orientación para cada fila.
- Trenzado chorlito (chidori ami 千鳥編み, chidori gake ami 千鳥掛け編み, ami sugari 編みすがり)
- Trenzado cuadrado o en forma de cruz (yotsume ami 四つ目編み).[114]
- Construcción de mil líneas, o trenzado en peine (sensuji gumi 千筋組, kushime ami 櫛目編み). Técnicamente no se trata de trenzar, sino de alinear los elementos paralelos entre sí y luego sujetarlos con cualquiera de los métodos anteriores. También conocida como «construcción paralela» (kumi 組).
- Sarga trenzado, o red trenzada (ajiro ami 網代編み)[114]
- Entrelazado (nawame ami 縄目編み)

## Tejido de bambú en el arte
Varias obras de arte, como pinturas y cerámica, han adoptado el tema del tejido de bambú.
Un diseño en un plato de porcelana Nabeshima de finales del siglo XVII a principios del siglo XVIII, representa la caída de flores de cerezo en cestas trenzadas, en un arroyo. El significado exacto de lo que los artistas y propietarios intentaban transmitir no es concluyente, pero la intención era celebrar la estética tradicional japonesa. Las flores de cerezo cayendo, en este diseño muy probablemente conmemoraron la asociación entre la flor y la cultura, simbolizada por las canastas que las sostienen.
En el kakemono (rollo colgado) Flores de otoño en una cesta de bambú, el artista de la escuela Nanga, Yosa Buson (1716–1783) pintó un ramo de flores de otoño de pie en una cesta de bambú de estilo chino con un mango redondeado. Las flores representadas son crisantemos (kiku), campanillas chinas (kikyō) y malvas de rosa (fuyō), y están en plena floración en otoño. Por lo tanto, todos están asociados en la poesía tradicional japonesa de esta estación del año. El artista utilizó una técnica llamada sumi-nijimi, o «desenfoque de tinta», para resaltar las flores. Aplicó pinceladas en la superficie de los lavados de tinta antes de que se secaran, creando un efecto de textura suave. Para la textura de la cesta de bambú trenzada, utilizó pinceladas horizontales cortas en tinta oscura para contrastarla con las flores evocadoras.
Una jarra de agua de la ceremonia del té, c. 1750–1850 (período Edo), tiene la forma de una cesta de bambú. La jarra de agua está hecha de gres, con una crema antideslizante y esmalte marrón, el artesano pudo imitar de manera realista la textura del bambú.

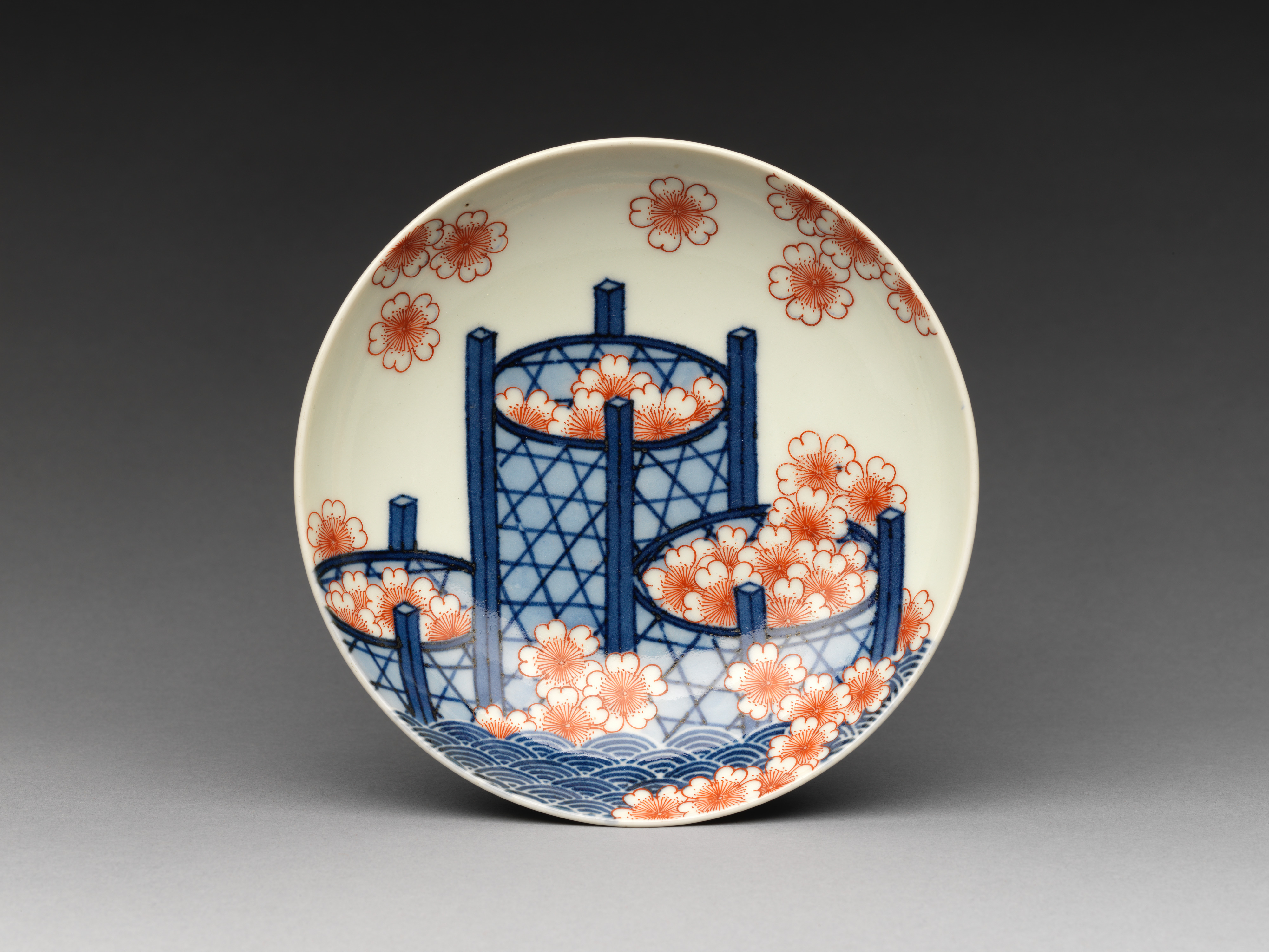
Plato pequeño con flores de cerezo en cestas de bambú. Porcelana blanca decorada en esmaltes de colores. Artículos de Hizen, tipo Nabeshima. Período Edo, 1690–1720
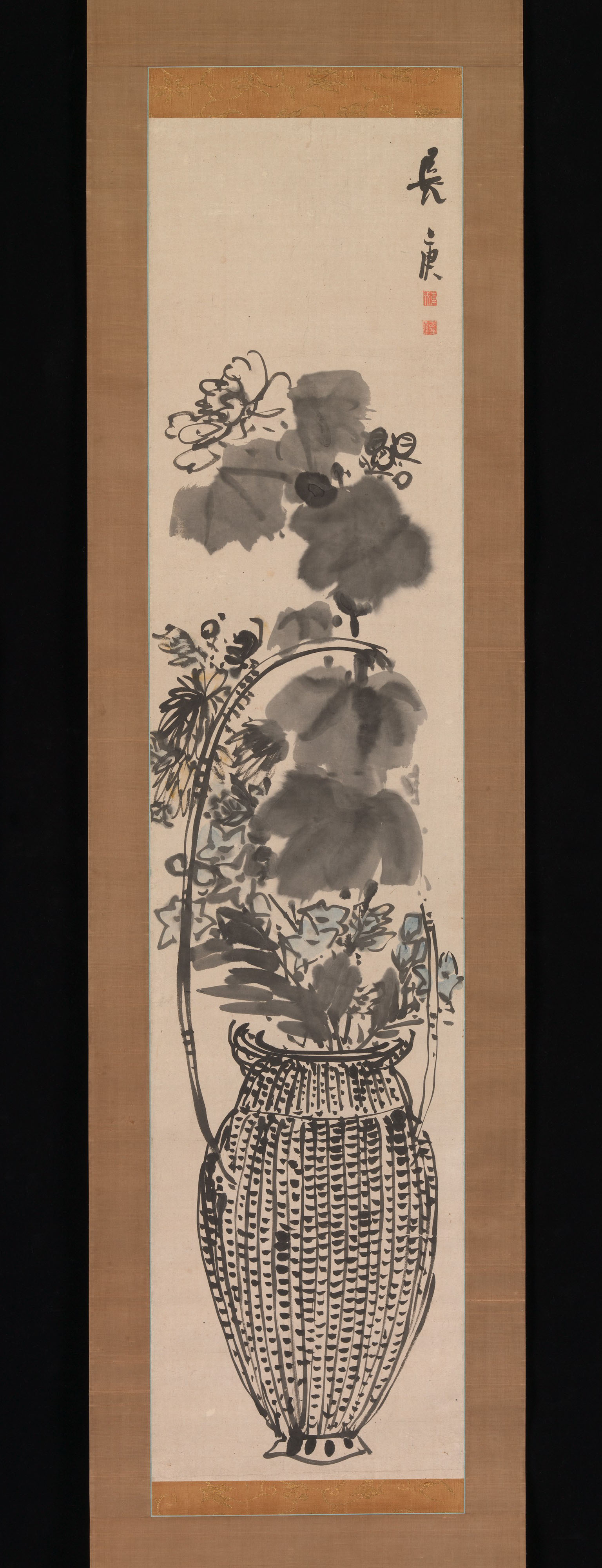
Flores de otoño en una canasta de bambú . Colgado en pergamino (kakejiku). Por Yosa Buson. Período Edo, 1760s
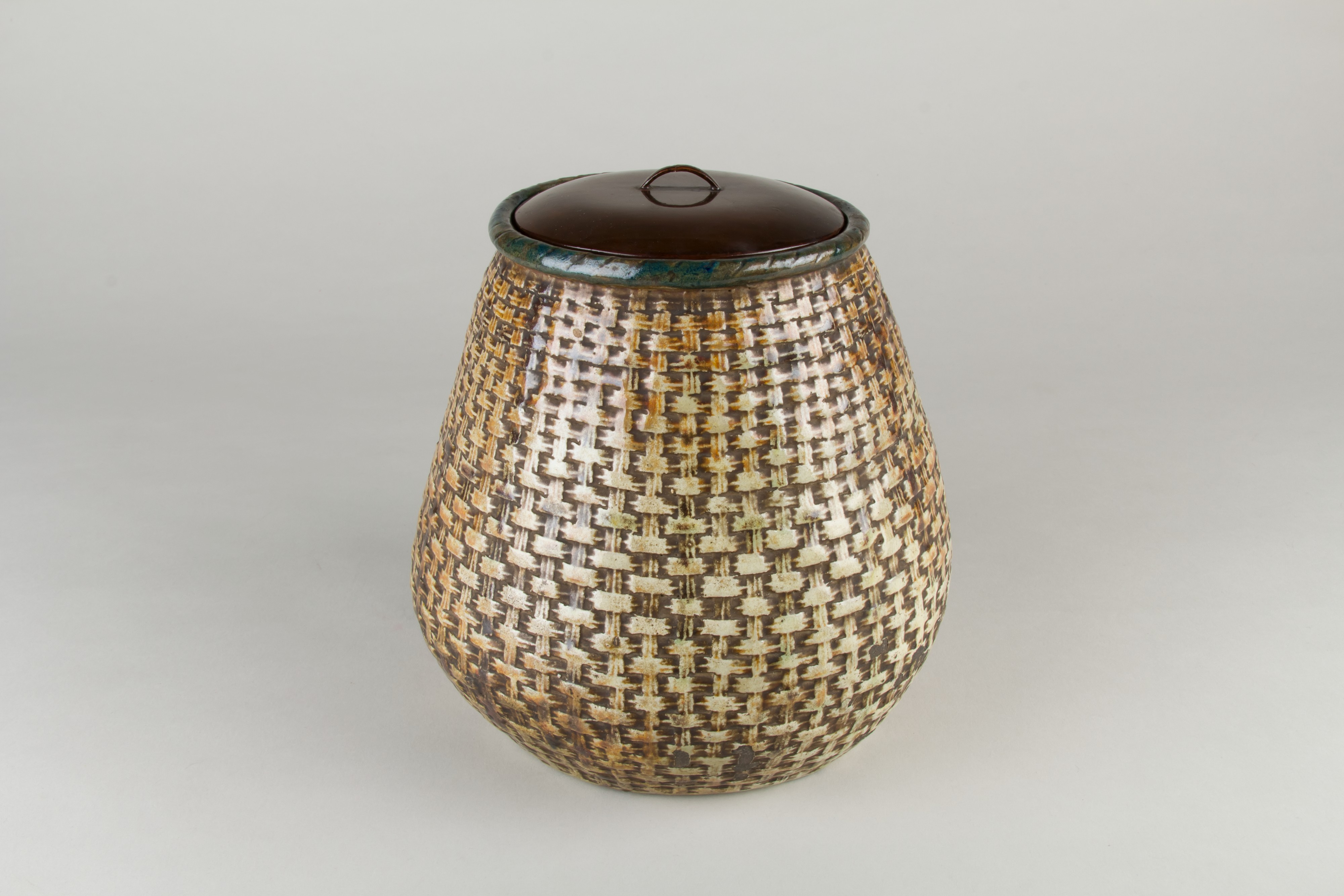
Jarra de agua (mizusashi) en forma de cesta de bambú. Gres con crema antideslizante y esmalte marrón; cubierta de laca. Período Edo, c. 1750–1850